# Butelkowa wieś Babci Prisbrey

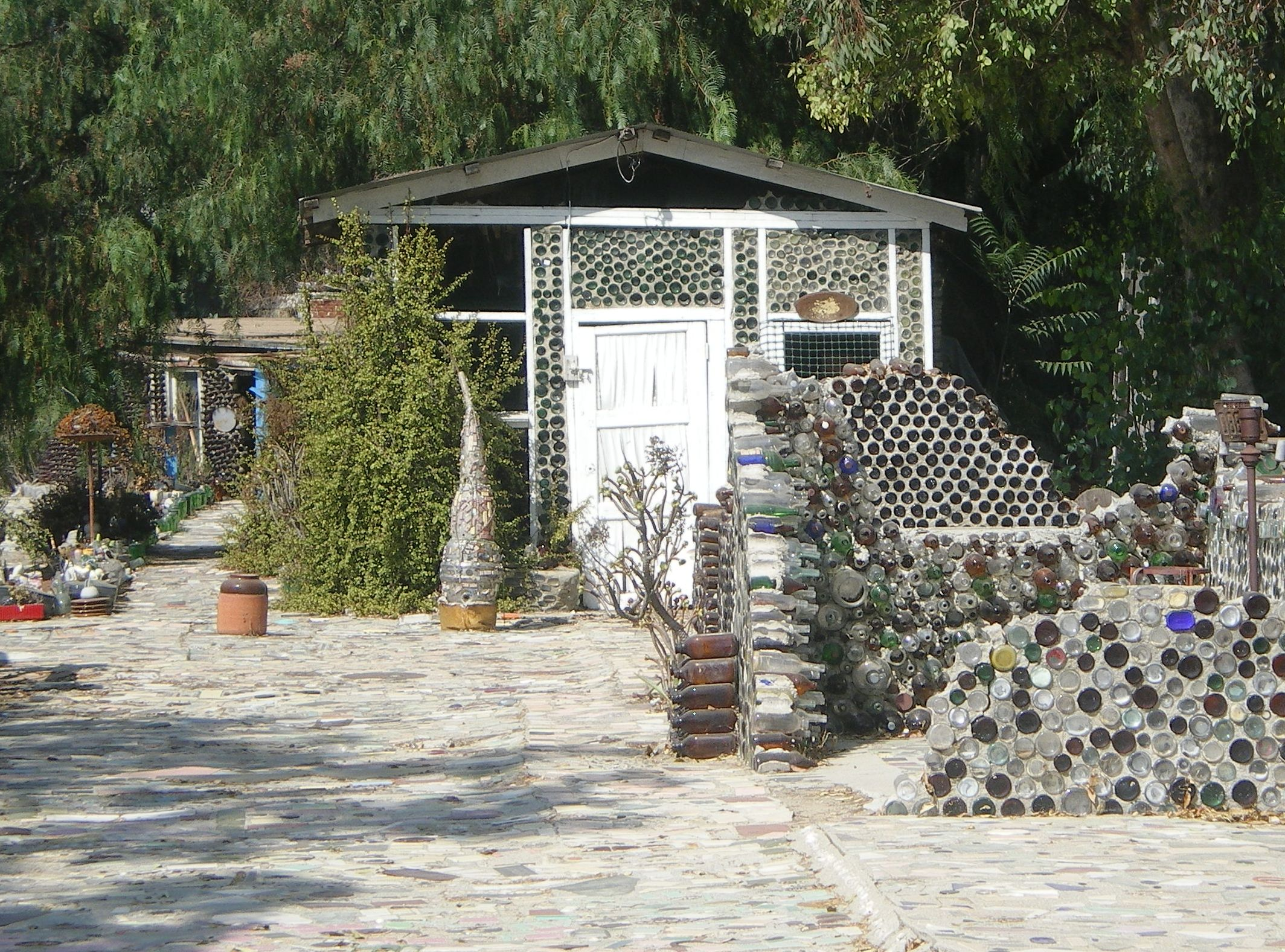

Butelkowa wieś babci Prisbrey (ang. Grandma Prisbrey's Bottle Village) – wioska turystyczna, w której konstrukcje budynków, ściany i elementy dekoracyjne zostały zbudowane z butelek i szklanych odpadów. Wioska znajduje się w Simi Valley w Kalifornii w USA i jako przykład sztuki ludowej jest jednym z dwudziestu kalifornijskich Centrów Sztuki Ludowej (Century Folk Art Environments)

## Historia
Pomysł wybudowania wsi z pustych butelek narodził się w 1956 roku. Pomysłodawcą była 60-letnia wówczas Tressa „Babcia” Prisbrey. Zamysł związany był z recyklingiem, czyli ograniczeniem zużycia surowców naturalnych oraz zmniejszeniem ilości odpadów. Przez kolejne 25 lat budowała ona różne przejścia, rzeźby i struktury architektoniczne. Do najciekawszych należy butelkowa wieża, samochód z butelek, łazienka Kleopatry. Materiał Babcia Prisbrey znajdowała na pobliskim składowisku odpadów. 
Obecnie wieś złożona jest z trzynastu budynków i dwudziestu rzeźb i wpisana jest jako Kalifornijski Historyczny Pomnik Architektury (California Historical Landmark) (nr. 939). 
Wioska znajduje się na Cochran Street 4595 w Simi Valley. Oficjalnie została zamknięta w 1984 roku. W 1994 w wyniku trzęsienia ziemi została uszkodzona.
Tressa Prisbrey zmarła w 1988 roku.